# هانا اریکسون
هانا اریکسون (متولد ۲ ژوئن ۱۹۹۰) یک اسکی‌باز سوئدی با افتخارات بین‌المللی متعدد است.

## جام جهانی
همه نتایج به‌دست آمده از منابع بین‌المللی فدراسیون جهانی اسکی (FIS).

### فردی پدیوم
- ۱ پیروزی – (۱ SWC)
- 3 podiums – (۱ WC، 2 SWC)

| هیچ. | فصل     | تاریخ          | محل           | مسابقه                         | سطح                     | محل |
| ---- | ------- | -------------- | ------------- | ------------------------------ | ----------------------- | --- |
| 1    | ۲۰۱۰–۱۱ | 23 ژانویه ۲۰۱۱ | اوتپا، استونی | ۱٫۲ متر با حداکثر سرعت دویدن C | جام جهانی               | ۲   |
| 2    | ۲۰۱۱–۱۲ | 29 دسامبر ۲۰۱۱ | ابرهفآلمان    | ۲٫۵ متر فردی F                 | مرحله مقدماتی جام جهانی | ۳   |
| 3    | 2013-14 | ۲۹ دسامبر ۲۰۱۳ | ابرهفآلمان    | ۱٫۵ متر با حداکثر سرعت دویدن F | مرحله مقدماتی جام جهانی | 1   |

### تیم پدیوم
- ۱ پیروزی – (۱ TS)
- ۱ پدیوم – (۱ TS)